# Municipio de Union (condado de Benton, Indiana)
El municipio de Union (en inglés: Union Township) es un municipio ubicado en el condado de Benton en el estado estadounidense de Indiana. En el año 2010 tenía una población de 255 habitantes y una densidad poblacional de 2,75 personas por km².

## Geografía
El municipio de Union se encuentra ubicado en las coordenadas 40°41′13″N 87°16′30″O / 40.68694, -87.27500. Según la Oficina del Censo de los Estados Unidos, el municipio tiene una superficie total de 92.65 km², de la cual 92,62 km² corresponden a tierra firme y (0,03 %) 0,02 km² es agua.

## Demografía
Según el censo de 2010, había 255 personas residiendo en el municipio de Union. La densidad de población era de 2,75 hab./km². De los 255 habitantes, el municipio de Union estaba compuesto por el 97,25 % blancos, el 0,78 % eran asiáticos, el 0,39 % eran de otras razas y el 1,57 % eran de una mezcla de razas. Del total de la población el 0,39 % eran hispanos o latinos de cualquier raza.